# Бразький собор
Бра́зький собо́р (порт. Sé de Braga), або Бра́зький катедра́льний собо́р свято́ї Марі́ї (порт. Catedral de Santa Maria de Braga) — католицький катедральний собор у Португалії, головний собор міста Брага. Центральний храм Бразької архідіоцезії, резиденція архієпископів Бразьких. Одна з найважливіших церков країни і цілого Піренейського півострова. Закладений у ХІ столітті на фундаменті римської будівлі, за часів єпископа Педру Бразького. Перша каплиця св. Геральда на місці собору освячена 1089 року. Став архієпископською катедрою від 1107 року, за часів першого архієпископа Геральда Бразького, що відповідав за терени Португалії й Галісії. 1135 року зруйнований землетрусом. Відновлений у ХІІІ столітті. Первісно збудований у романському стилі. У XV—XVIII століттях добудовувався і перебудовувався у готичному, мануелському та бароковому стилях. Усипальниця зведена в 1326—1348 роках, бібліотека — в 1416—1467 роках, соборна галерея — в 1486—1501 роках. Фасад перебудований у 1505—1532 роках архітектором Жуаном Кастильським за наказом архієпископа Діогу де Сози. Капітально реставрований у 1704—1728 роках за архієпископа Родрігу де Моура-Теліша. Постраждав від землетрусу 1755 року. Місце поховання багатьох визначних діячів Португалії, зокрема Генріха Бургундського та Терези Леонської — батьків першого португальського короля Афонсу I. Національна пам'ятка Португалії (1910). Використовується як церква і музей.

## Історія
1128 року архієпископ Пайю Мендіш наказав збудувати 5 каплиць при аписді Бразького собору, які були зруйновані землетрусом.

## Поховання
У Королівській каплиці собору поховані:
- Генріх Бургундський, граф Португалії.
- Тереза Леонська, його дружина, графиня Португалії.
- Жуан Пекуліар, архієпископ Бразький.
- Діогу да Сілва, архієпископ Бразький.
- Діогу де Соза, архієпископ Бразький.
- Афонсу Португальський (1390–1400), португальський інфант.

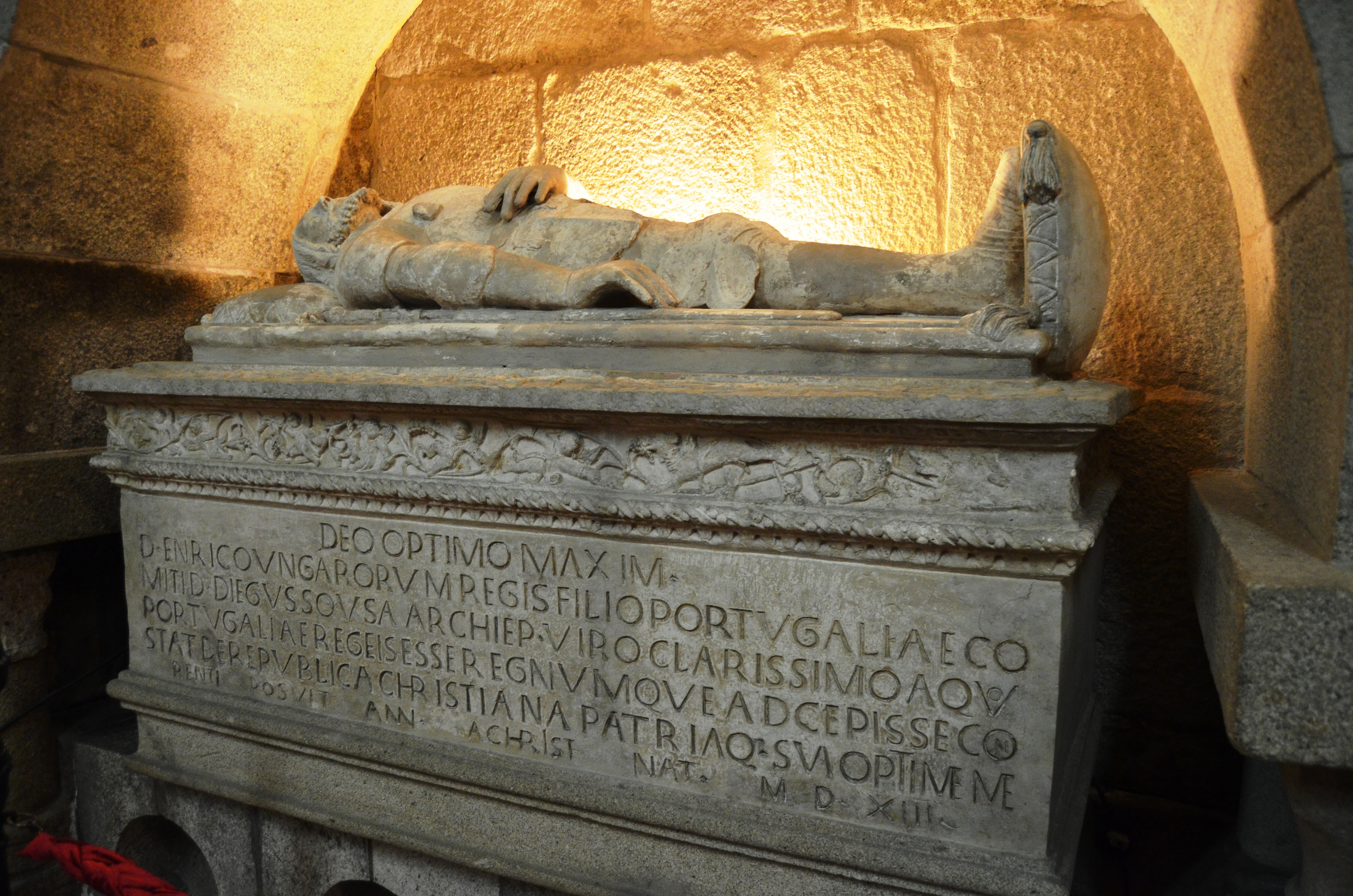
Гробниця Генріха Бургундського (XVI ст.)
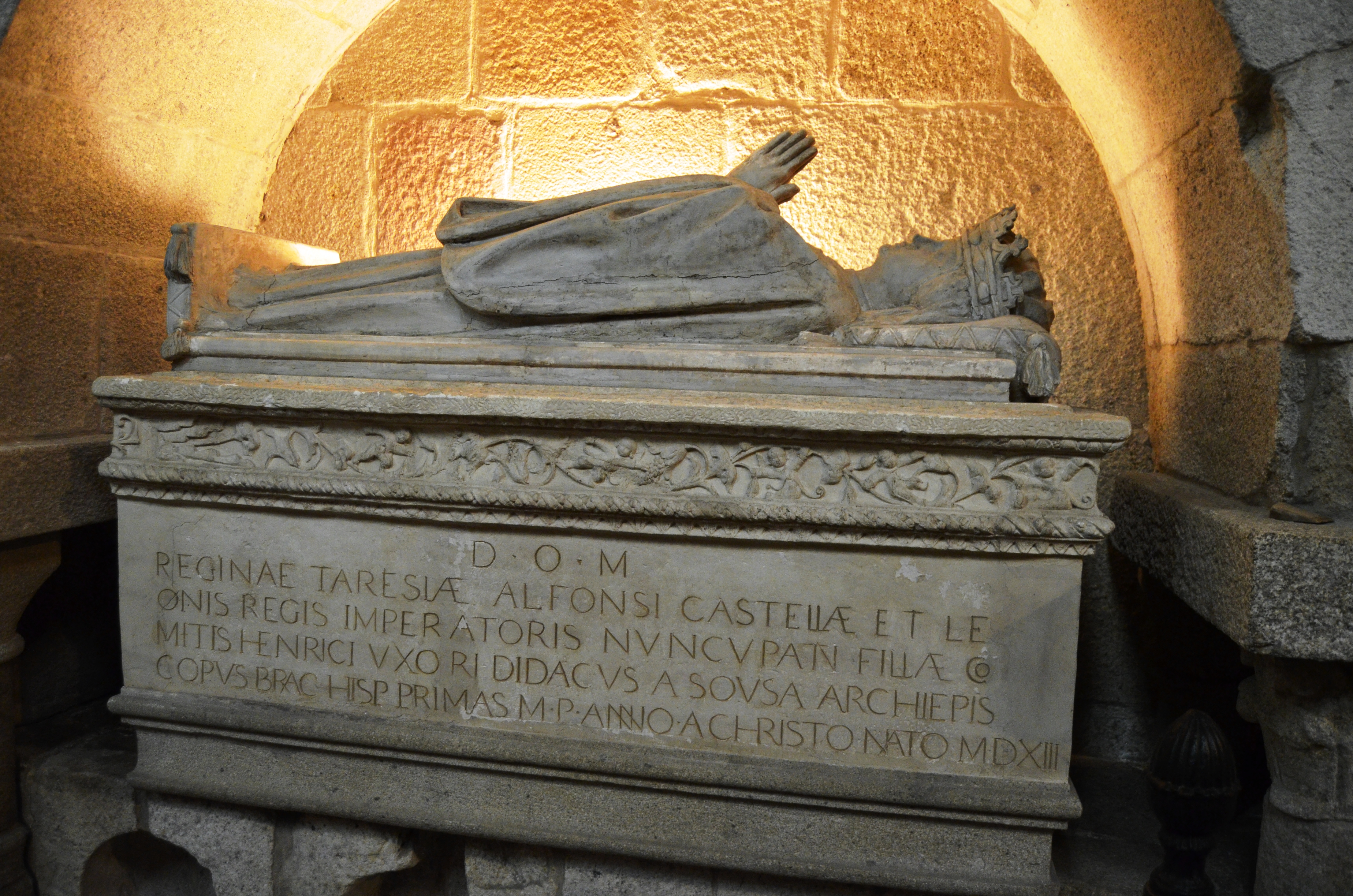
Гробниця Терези Леонської (XVI ст.)
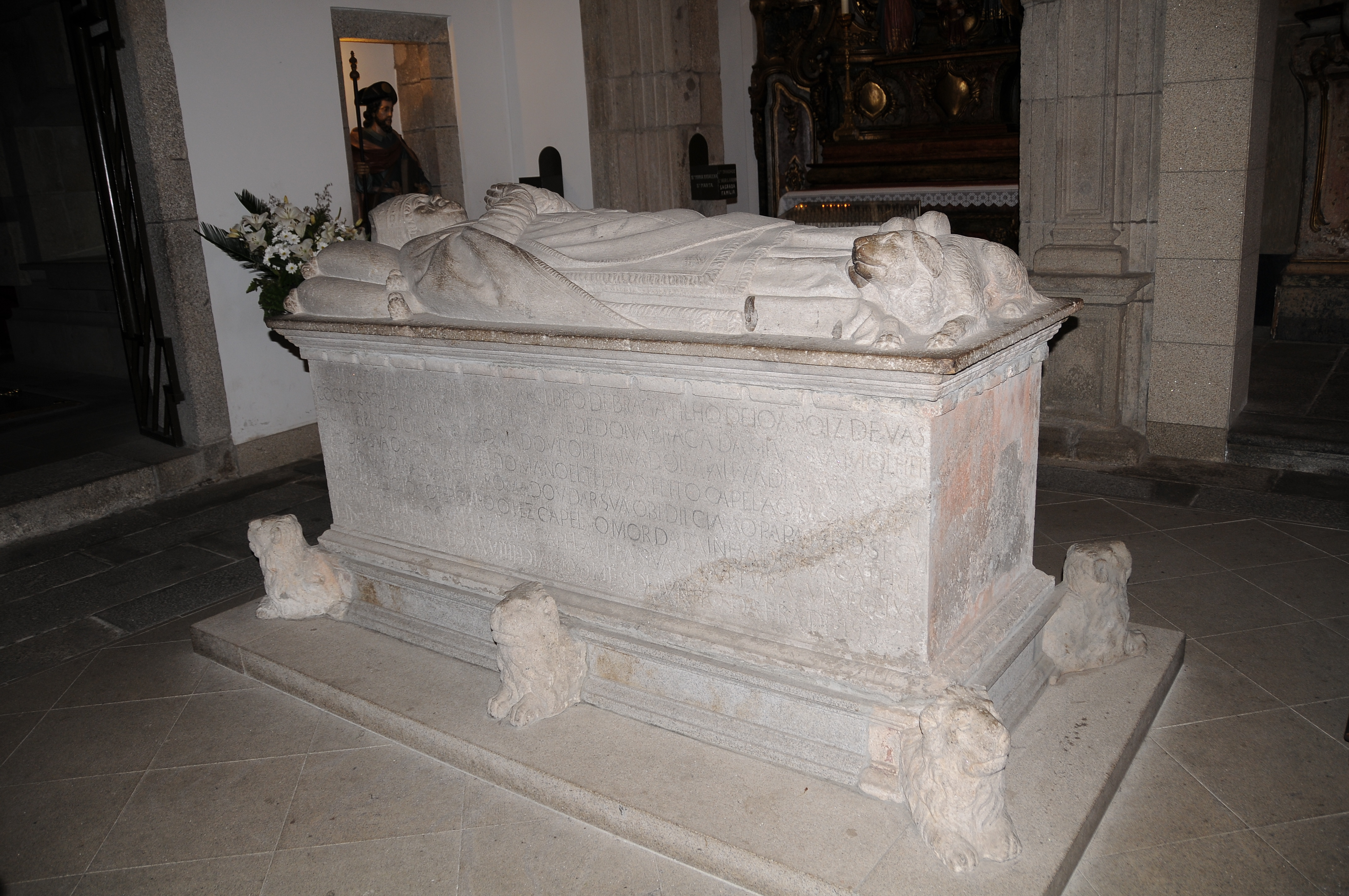
Гробниця Діогу де Сози
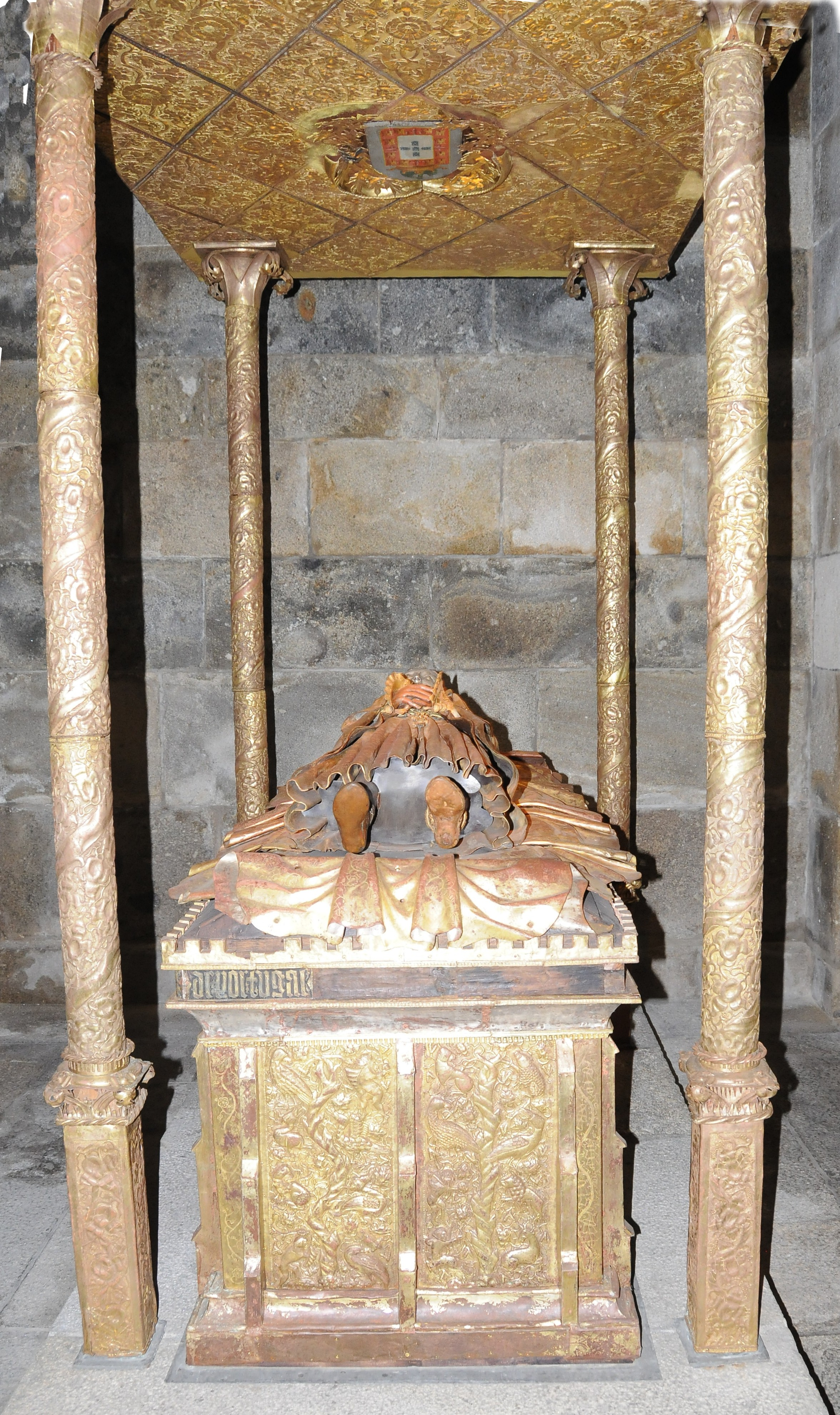
Гробниця інфанта Афонсу